# EFL Championship de 2017–18
A English Football League Championship de 2017–18 (também referida como Sky Bet Championship por motivos de patrocínio) foi a 115º edição da segunda divisão do futebol Inglês, a 26º sob o formato atual.

## Mudança de Times
| Pos | Promovidos à Premier League   |
| --- | ----------------------------- |
| 1º  | Newcastle                     |
| 2º  | Brighton & Hove Albion        |
| 5°  | Huddersfield Town (play-offs) |

| Pos | Rebaixados à EFL Championship |
| --- | ----------------------------- |
| 18º | Hull City                     |
| 19º | Middlesbrough                 |
| 20º | Sunderland                    |

| Pos | Promovidos à EFL Championship |
| --- | ----------------------------- |
| 1º  | Sheffield United              |
| 2º  | Bolton                        |
| 6º  | Millwall (play-offs)          |

| Pos | Rebaixados à League One |
| --- | ----------------------- |
| 22º | Blackburn Rovers        |
| 23º | Wigan Athletic          |
| 24º | Rotherham United        |

## Times
| Time                | Cidade             | Treinador                   | Capitão          | Estádio              | Capacidade |
| ------------------- | ------------------ | --------------------------- | ---------------- | -------------------- | ---------- |
| Aston Villa         | Birmingham         | Steve Bruce                 | John Terry       | Villa Park           | 42.790     |
| Barnsley            | Barnsley           | José Morais                 | Angus MacDonald  | Oakwell              | 23.009     |
| Birmingham City     | Birmingham         | Garry Monk                  | Michael Morrison | St Andrew's          | 30.015     |
| Bolton              | Bolton             | Phil Parkinson              | Darren Pratley   | Macron Stadium       | 28.723     |
| Brentford           | Brentford          | Dean Smith                  | Harlee Dean      | Griffin Park         | 12.300     |
| Bristol City        | Bristol            | Lee Johnson                 | Bailey Wright    | Ashton Gate          | 27.000     |
| Burton Albion       | Burton upon Trent  | Nigel Clough                | John Mousinho    | Pirelli Stadium      | 6.912      |
| Cardiff City        | Cardiff            | Neil Warnock                | Sean Morrison    | Cardiff City Stadium | 33.300     |
| Derby County        | Derby              | Gary Rowett                 | Richard Keogh    | Pride Park Stadium   | 33.600     |
| Fulham              | Fulham             | Slaviša Jokanović           | Tom Cairney      | Craven Cottage       | 25.700     |
| Hull City           | Kingston upon Hull | Leonid Slutsky              | Michael Dawson   | KCOM Stadium         | 25.404     |
| Ipswich Town        | Ipswich            | Bryan Klug (interino)       | Luke Chambers    | Portman Road         | 30.300     |
| Leeds United        | Leeds              | Paul Heckingbottom          | Liam Cooper      | Elland Road          | 37.890     |
| Middlesbrough       | Middlesbrough      | Garry Monk                  | Grant Leadbitter | Riverside Stadium    | 34.742     |
| Millwall            | Londres            | Neil Harris                 | Tony Craig       | The Den              | 20.146     |
| Norwich City        | Norwich            | Daniel Farke                | Russel Martin    | Carrow Road          | 27.220     |
| Nottingham Forest   | Nottingham         | Mark Warburton              | Chris Cohen      | City Ground          | 30.445     |
| Preston North End   | Preston            | Alex Neil                   | Greg Cunningham  | Deepdale             | 23.408     |
| Queens Park Rangers | Londres            | Ian Holloway                | Nedum Onuoha     | Loftus Road          | 18.439     |
| Reading             | Reading            | Paul Clement                | Paul McShane     | Madejski Stadium     | 24.161     |
| Sheffield United    | Sheffield          | Chris Wilder                | Billy Sharp      | Bramall Lane         | 32.702     |
| Sheffield Wednesday | Sheffield          | Carlos Carvalhal            | Glenn Loovens    | Hillsborough Stadium | 39.752     |
| Sunderland          | Sunderland         | Robbie Stockdale (interino) | Lee Cattermole   | Stadium of Light     | 49.000     |
| Wolverhampton       | Wolverhampton      | Nuno Espírito Santo         | Danny Batth      | Molineux             | 31.700     |

## Mudanças de treinadores
| Clube               | Antecessor          | Motivo                       | Data                   | Pos.          | Sucessor                    | Ref.          |
| ------------------- | ------------------- | ---------------------------- | ---------------------- | ------------- | --------------------------- | ------------- |
| Norwich City        | Alan Irvine         | Fim do contrato              | 7 de maio de 2017      | Pré-temporada | Daniel Farke                | [ 6 ]         |
| Middlesbrough       | Steve Agnew         | Fim do contrato              | 21 de maio de 2017     | Pré-temporada | Garry Monk                  | [ 7 ]         |
| Sunderland          | David Moyes         | Resignado                    | 22 de maio de 2017     | Pré-temporada | Simon Grayson               | [ 8 ] [ 9 ]   |
| Leeds United        | Garry Monk          | Resignado                    | 25 de maio de 2017     | Pré-temporada | Thomas Christiansen         | [ 10 ] [ 11 ] |
| Hull City           | Marco Silva         | Resignado                    | 25 de maio de 2017     | Pré-temporada | Leonid Slutsky              | [ 12 ] [ 13 ] |
| Wolverhampton       | Paul Lambert        | Consenso mútuo               | 30 de maio de 2017     | Pré-temporada | Nuno Espírito Santo         | [ 14 ] [ 15 ] |
| Preston North End   | Simon Grayson       | Contratado pelo Sunderland   | 29 de junho de 2017    | Pré-temporada | Alex Neil                   | [ 16 ] [ 17 ] |
| Birmingham City     | Harry Redknapp      | Demitido                     | 16 de setembro de 2017 | 23º           | Steve Cotterill             | [ 18 ]        |
| Sunderland          | Simon Grayson       | Demitido                     | 31 de outubro de 2017  | 22º           | Chris Coleman               | [ 19 ] [ 20 ] |
| Hull City           | Leonid Slutsky      | Consenso mútuo               | 3 de dezembro de 2017  | 20º           | Nigel Adkins                | [ 21 ] [ 22 ] |
| Middlesbrough       | Garry Monk          | Demitido                     | 23 de dezembro de 2017 | 9º            | Tony Pulis                  | [ 23 ] [ 24 ] |
| Sheffield Wednesday | Carlos Carvalhal    | Consenso mútuo               | 24 de dezembro de 2017 | 15º           | Jos Luhukay                 | [ 25 ] [ 26 ] |
| Nottingham Forest   | Mark Warburton      | Demitido                     | 31 de dezembro de 2017 | 14º           | Aitor Karanka               | [ 27 ]        |
| Leeds United        | Thomas Christiansen | Demitido                     | 4 de fevereiro de 2018 | 10º           | Paul Heckingbottom          | [ 5 ] [ 28 ]  |
| Barnsley            | Paul Heckingbottom  | Contratado pelo Leeds United | 6 de fevereiro de 2018 | 21º           | José Morais                 | [ 3 ] [ 5 ]   |
| Birmingham City     | Steve Cotterill     | Demitido                     | 3 de março de 2018     | 22º           | Garry Monk                  | [ 29 ] [ 30 ] |
| Reading             | Jaap Stam           | Demitido                     | 21 de março de 2018    | 18º           | Paul Clement                | [ 31 ] [ 32 ] |
| Ipswich Town        | Mick McCarthy       | Resignado                    | 10 de abril de 2018    | 12º           | Bryan Klug (interino)       | [ 33 ]        |
| Sunderland          | Chris Coleman       | Demitido                     | 29 de abril de 2018    | 24º           | Robbie Stockdale (interino) | [ 34 ]        |

## Classificação
Atualizado em 8 de maio de 2018
| Pos | Equipes             | Pts | J  | V  | E  | D  | GM | GS | SG  | Classificação ou rebaixamento                    |
| --- | ------------------- | --- | -- | -- | -- | -- | -- | -- | --- | ------------------------------------------------ |
| 1   | Wolverhampton       | 99  | 46 | 30 | 9  | 7  | 82 | 39 | +43 | Promoção à Premier League de 2018–19             |
| 2   | Cardiff City        | 90  | 46 | 27 | 9  | 10 | 69 | 39 | +30 | Promoção à Premier League de 2018–19             |
| 3   | Fulham              | 88  | 46 | 25 | 13 | 8  | 79 | 46 | +33 | Play-off da Promoção                             |
| 4   | Aston Villa         | 83  | 46 | 24 | 11 | 11 | 72 | 42 | +30 | Play-off da Promoção                             |
| 5   | Middlesbrough       | 76  | 46 | 22 | 10 | 14 | 67 | 45 | +22 | Play-off da Promoção                             |
| 6   | Derby County        | 75  | 46 | 20 | 15 | 11 | 70 | 48 | +22 | Play-off da Promoção                             |
| 7   | Preston North End   | 73  | 46 | 19 | 16 | 11 | 57 | 46 | +11 |                                                  |
| 8   | Millwall            | 72  | 46 | 19 | 15 | 12 | 56 | 45 | +11 |                                                  |
| 9   | Brentford           | 69  | 46 | 18 | 15 | 13 | 62 | 52 | +10 |                                                  |
| 10  | Sheffield United    | 69  | 46 | 20 | 9  | 17 | 62 | 55 | +7  |                                                  |
| 11  | Bristol City        | 67  | 46 | 17 | 16 | 13 | 67 | 58 | +9  |                                                  |
| 12  | Ipswich Town        | 60  | 46 | 17 | 9  | 20 | 57 | 60 | –3  |                                                  |
| 13  | Leeds United        | 60  | 46 | 17 | 9  | 20 | 59 | 64 | –5  |                                                  |
| 14  | Norwich City        | 60  | 46 | 15 | 15 | 16 | 49 | 60 | –11 |                                                  |
| 15  | Sheffield Wednesday | 57  | 46 | 14 | 15 | 17 | 59 | 60 | –1  |                                                  |
| 16  | Queens Park Rangers | 56  | 46 | 15 | 11 | 20 | 58 | 70 | –12 |                                                  |
| 17  | Nottingham Forest   | 53  | 46 | 15 | 8  | 23 | 51 | 65 | –14 |                                                  |
| 18  | Hull City           | 49  | 46 | 11 | 16 | 19 | 70 | 70 | 0   |                                                  |
| 19  | Birmingham City     | 46  | 46 | 13 | 7  | 26 | 38 | 68 | –30 |                                                  |
| 20  | Reading             | 44  | 46 | 10 | 14 | 22 | 48 | 70 | –22 |                                                  |
| 21  | Bolton              | 43  | 46 | 10 | 13 | 23 | 39 | 74 | –35 |                                                  |
| 22  | Barnsley            | 41  | 46 | 9  | 14 | 23 | 48 | 72 | –24 | Zona de rebaixamento à EFL League One de 2018–19 |
| 23  | Burton Albion       | 41  | 46 | 10 | 11 | 25 | 38 | 81 | –43 | Zona de rebaixamento à EFL League One de 2018–19 |
| 24  | Sunderland          | 37  | 46 | 7  | 16 | 23 | 52 | 80 | –28 | Zona de rebaixamento à EFL League One de 2018–19 |

### Confrontos
Atualizado em 6 de maio de 2018.
|                     | AST | BAR | BIR | BOL | BRE | BRI | BRT | CAR | DER | FUL | HUL | IPS0 | LEE | MID | MIL | NOR | NOT | PNE | QPR | REA | SHU | SHW | SUN | WOL |
| ------------------- | --- | --- | --- | --- | --- | --- | --- | --- | --- | --- | --- | ---- | --- | --- | --- | --- | --- | --- | --- | --- | --- | --- | --- | --- |
| Aston Villa         | —   | 3–1 | 2–0 | 1–0 | 0–0 | 5–0 | 3–2 | 1–0 | 1–1 | 2–1 | 1–1 | 2–0  | 1–0 | 0–0 | 0–0 | 4–2 | 2–1 | 1–1 | 1–3 | 3–0 | 2–2 | 1–2 | 2–1 | 4–1 |
| Barnsley            | 0–3 | —   | 2–0 | 2–2 | 2–0 | 2–2 | 1–2 | 0–1 | 0–3 | 1–3 | 0–1 | 1–2  | 0–2 | 2–2 | 0–2 | 1–1 | 2–1 | 0–0 | 1–1 | 1–1 | 3–2 | 1–1 | 3–0 | 0–0 |
| Birmingham City     | 0–0 | 0–2 | —   | 0–0 | 0–2 | 2–1 | 1–1 | 1–0 | 0–3 | 3–1 | 3–0 | 1–0  | 1–0 | 0–1 | 0–1 | 0–2 | 1–0 | 1–3 | 1–2 | 0–2 | 2–1 | 1–0 | 3–1 | 0–1 |
| Bolton              | 1–0 | 3–1 | 0–1 | —   | 0–3 | 1–0 | 0–1 | 2–0 | 1–2 | 1–1 | 1–0 | 1–1  | 2–3 | 0–3 | 0–2 | 2–1 | 3–2 | 1–3 | 1–1 | 2–2 | 0–1 | 2–1 | 1–0 | 0–4 |
| Brentford           | 2–1 | 0–0 | 5–0 | 2–0 | —   | 2–2 | 1–1 | 1–3 | 1–1 | 3–1 | 1–1 | 1–0  | 3–1 | 1–1 | 1–0 | 0–1 | 3–4 | 1–1 | 2–1 | 1–1 | 1–1 | 2–0 | 3–3 | 0–0 |
| Bristol City        | 1–1 | 3–1 | 3–1 | 2–0 | 0–1 | —   | 0–0 | 2–1 | 4–1 | 1–1 | 5–5 | 1–0  | 0–3 | 2–1 | 0–0 | 0–1 | 2–1 | 1–2 | 2–0 | 2–0 | 2–3 | 4–0 | 3–3 | 1–2 |
| Burton Albion       | 0–4 | 2–4 | 2–1 | 2–0 | 0–2 | 0–0 | —   | 0–1 | 3–1 | 2–1 | 0–5 | 1–2  | 1–2 | 1–1 | 0–1 | 0–0 | 0–0 | 1–2 | 1–3 | 1–3 | 1–3 | 1–1 | 0–2 | 0–4 |
| Cardiff City        | 3–0 | 2–1 | 3–2 | 2–0 | 2–0 | 1–0 | 3–1 | —   | 0–0 | 2–4 | 1–0 | 3–1  | 3–1 | 1–0 | 0–0 | 3–1 | 2–1 | 0–1 | 2–1 | 0–0 | 2–0 | 1–1 | 4–0 | 0–1 |
| Derby County        | 2–0 | 4–1 | 1–1 | 3–0 | 3–0 | 0–0 | 1–0 | 3–1 | —   | 1–2 | 5–0 | 0–1  | 2–2 | 1–2 | 3–0 | 1–1 | 2–0 | 1–0 | 2–0 | 2–4 | 1–1 | 2–0 | 1–4 | 0–2 |
| Fulham              | 2–0 | 2–1 | 1–0 | 1–1 | 1–1 | 0–2 | 6–0 | 1–1 | 1–1 | —   | 2–1 | 4–1  | 2–0 | 1–1 | 1–0 | 1–1 | 2–0 | 2–2 | 2–2 | 1–0 | 3–0 | 0–1 | 2–1 | 2–0 |
| Hull City           | 0–0 | 1–1 | 6–1 | 4–0 | 3–2 | 2–3 | 4–1 | 0–2 | 0–0 | 2–2 | —   | 2–2  | 0–0 | 1–3 | 1–2 | 4–3 | 2–3 | 1–2 | 4–0 | 0–0 | 1–0 | 0–1 | 1–1 | 2–3 |
| Ipswich Town        | 0–4 | 1–0 | 1–0 | 2–0 | 2–0 | 1–3 | 0–0 | 0–1 | 1–2 | 0–2 | 0–3 | —    | 1–0 | 2–2 | 2–2 | 0–1 | 4–2 | 3–0 | 0–0 | 2–0 | 0–0 | 2–2 | 5–2 | 0–1 |
| Leeds United        | 1–1 | 2–1 | 2–0 | 2–1 | 1–0 | 2–2 | 5–0 | 1–4 | 1–2 | 0–0 | 1–0 | 3–2  | —   | 2–1 | 3–4 | 1–0 | 0–0 | 0–0 | 2–0 | 0–1 | 1–2 | 1–2 | 1–1 | 0–3 |
| Middlesbrough       | 0–1 | 3–1 | 2–0 | 2–0 | 2–2 | 2–1 | 2–0 | 0–1 | 0–3 | 0–1 | 3–1 | 2–0  | 3–0 | —   | 2–0 | 0–1 | 2–0 | 0–0 | 3–2 | 2–1 | 1–0 | 0–0 | 1–0 | 1–2 |
| Millwall            | 1–0 | 1–3 | 2–0 | 1–1 | 1–0 | 2–0 | 0–1 | 1–1 | 0–0 | 0–3 | 0–0 | 3–4  | 1–0 | 2–1 | —   | 4–0 | 2–0 | 1–1 | 1–0 | 2–1 | 3–1 | 2–1 | 1–1 | 2–2 |
| Norwich City        | 3–1 | 1–1 | 1–0 | 0–0 | 1–2 | 0–0 | 0–0 | 0–2 | 1–2 | 0–2 | 1–1 | 1–1  | 2–1 | 1–0 | 2–1 | —   | 0–0 | 1–1 | 2–0 | 3–2 | 1–2 | 3–1 | 1–3 | 0–2 |
| Nottingham Forest   | 0–1 | 3–0 | 2–1 | 3–2 | 0–1 | 0–0 | 2–0 | 0–2 | 0–0 | 1–3 | 0–2 | 2–1  | 0–2 | 2–1 | 1–0 | 1–0 | —   | 0–3 | 4–0 | 1–1 | 2–1 | 0–3 | 0–1 | 1–2 |
| Preston North End   | 0–2 | 1–1 | 1–1 | 0–0 | 2–3 | 2–1 | 2–1 | 3–0 | 0–1 | 1–2 | 2–1 | 0–1  | 3–1 | 2–3 | 0–0 | 0–0 | 1–1 | —   | 1–0 | 1–0 | 1–0 | 1–0 | 2–2 | 1–1 |
| Queens Park Rangers | 1–2 | 1–0 | 3–1 | 2–0 | 2–2 | 1–1 | 0–0 | 2–1 | 1–1 | 1–2 | 2–1 | 2–1  | 1–3 | 0–3 | 2–2 | 4–1 | 2–5 | 1–2 | —   | 2–0 | 1–0 | 4–2 | 1–0 | 2–1 |
| Reading             | 2–1 | 3–0 | 0–2 | 1–1 | 0–1 | 0–1 | 1–2 | 2–2 | 3–3 | 1–1 | 1–1 | 0–4  | 2–2 | 0–2 | 0–2 | 1–2 | 3–1 | 1–0 | 1–0 | —   | 1–3 | 0–0 | 2–2 | 0–2 |
| Sheffield United    | 0–1 | 1–0 | 1–1 | 0–1 | 1–0 | 1–2 | 2–0 | 1–1 | 3–1 | 4–5 | 4–1 | 1–0  | 2–1 | 2–1 | 1–1 | 0–1 | 0–0 | 0–1 | 2–1 | 2–1 | —   | 0–0 | 3–0 | 2–0 |
| Sheffield Wednesday | 2–4 | 1–1 | 1–3 | 1–1 | 2–1 | 0–0 | 0–3 | 0–0 | 2–0 | 0–1 | 2–2 | 1–2  | 3–0 | 1–2 | 2–1 | 5–1 | 3–1 | 4–1 | 1–1 | 3–0 | 2–4 | —   | 1–1 | 0–1 |
| Sunderland          | 0–3 | 0–1 | 1–1 | 3–3 | 0–2 | 1–2 | 1–2 | 1–2 | 1–1 | 1–0 | 1–0 | 0–2  | 0–2 | 3–3 | 2–2 | 1–1 | 0–1 | 0–2 | 1–1 | 1–3 | 1–2 | 1–3 | —   | 3–0 |
| Wolverhampton       | 2–0 | 2–1 | 2–0 | 5–1 | 3–0 | 3–3 | 3–1 | 1–2 | 2–0 | 2–0 | 2–2 | 1–0  | 4–1 | 1–0 | 1–0 | 2–2 | 0–2 | 3–2 | 2–1 | 3–0 | 3–0 | 0–0 | 0–0 | —   |

| Vitória do mandante; Vitória do visitante; Empate. |

## Play-offs

### Esquema
|  | Semifinais    | Semifinais  | Semifinais | Semifinais |   |        | Final | Final |
|  |               |             |            |            |   |        |       |       |
|  | Derby County  | 1           | 0          | 1          |   |        |       |       |
|  | Fulham        | 0           | 2          | 2          |   |        |       |       |
|  | Fulham        | 0           | 2          | 2          |   | Fulham | 1     |       |
|  |               |             |            |            |   | Fulham | 1     |       |
|  |               | Aston Villa | 0          |            |   |        |       |       |
|  | Middlesbrough | Aston Villa | 0          | 0          | 0 | 0      |       |       |
|  | Middlesbrough |             |            | 0          | 0 | 0      |       |       |
|  | Aston Villa   | 1           | 0          | 1          |   |        |       |       |

### Semifinais

#### Jogos de ida
| 11 de maio de 2018 | Derby County | 1 – 0     | Fulham | Pride Park Stadium, Derby           |
| 19:45 (UTC+1)      | Jerome 34'   | Relatório |        | Público: 27 163 Árbitro: Roger East |

| 12 de maio de 2018 | Middlesbrough | 0 – 1     | Aston Villa | Riverside Stadium, Middlesbrough      |
| 17:15 (UTC+1)      |               | Relatório | 15' Jedinak | Público: 29 233 Árbitro: Bobby Madley |

#### Jogos de volta
| 14 de maio de 2018 | Fulham                   | 2 – 0     | Derby County | Craven Cottage, Londres                 |
| 19:45 (UTC+1)      | Sessegnon 47' · Odoi 66' | Relatório |              | Público: 23 529 Árbitro: Chris Kavanagh |

| 15 de maio de 2018 | Aston Villa | 0 – 0     | Middlesbrough | Villa Park, Birmingham             |
| 19:45 (UTC+1)      |             | Relatório |               | Público: 40 505 Árbitro: Mike Dean |

### Final
Jogo único
| 26 de maio de 2018 | Fulham      | 1 – 0 | Aston Villa | Wembley Stadium, Londres |
| 17:00 (UTC+1)      | Cairney 23' |       |             | Árbitro: Anthony Taylor  |

Fulham venceu os play-offs e se classificou para a Premier League de 2018–19.

## Desempenho
Clubes que lideraram o campeonato ao final de cada rodada:
| Rodadas | Rodadas | Rodadas | Rodadas | Rodadas | Rodadas | Rodadas | Rodadas | Rodadas | Rodadas | Rodadas | Rodadas | Rodadas | Rodadas | Rodadas | Rodadas | Rodadas | Rodadas | Rodadas | Rodadas | Rodadas | Rodadas | Rodadas | Rodadas | Rodadas | Rodadas | Rodadas | Rodadas | Rodadas | Rodadas | Rodadas | Rodadas | Rodadas | Rodadas | Rodadas | Rodadas | Rodadas | Rodadas | Rodadas | Rodadas | Rodadas | Rodadas | Rodadas | Rodadas | Rodadas | Rodadas |
| ------- | ------- | ------- | ------- | ------- | ------- | ------- | ------- | ------- | ------- | ------- | ------- | ------- | ------- | ------- | ------- | ------- | ------- | ------- | ------- | ------- | ------- | ------- | ------- | ------- | ------- | ------- | ------- | ------- | ------- | ------- | ------- | ------- | ------- | ------- | ------- | ------- | ------- | ------- | ------- | ------- | ------- | ------- | ------- | ------- | ------- |
| 1       | 2       | 3       | 4       | 5       | 6       | 7       | 8       | 9       | 10      | 11      | 12      | 13      | 14      | 15      | 16      | 17      | 18      | 19      | 20      | 21      | 22      | 23      | 24      | 25      | 26      | 27      | 28      | 29      | 30      | 31      | 32      | 33      | 34      | 35      | 36      | 37      | 38      | 39      | 40      | 41      | 42      | 43      | 44      | 45      | 46      |
| BRI     | CAR     | CAR     | CAR     | CAR     | CAR     | LEE     | LEE     | LEE     | CAR     | CAR     | WOL     | WOL     | SHU     | WOL     | WOL     | WOL     | WOL     | WOL     | WOL     | WOL     | WOL     | WOL     | WOL     | WOL     | WOL     | WOL     | WOL     | WOL     | WOL     | WOL     | WOL     | WOL     | WOL     | WOL     | WOL     | WOL     | WOL     | WOL     | WOL     | WOL     | WOL     | WOL     | WOL     | WOL     | WOL     |

Clubes que ficaram na última posição do campeonato ao final de cada rodada:
| Rodadas | Rodadas | Rodadas | Rodadas | Rodadas | Rodadas | Rodadas | Rodadas | Rodadas | Rodadas | Rodadas | Rodadas | Rodadas | Rodadas | Rodadas | Rodadas | Rodadas | Rodadas | Rodadas | Rodadas | Rodadas | Rodadas | Rodadas | Rodadas | Rodadas | Rodadas | Rodadas | Rodadas | Rodadas | Rodadas | Rodadas | Rodadas | Rodadas | Rodadas | Rodadas | Rodadas | Rodadas | Rodadas | Rodadas | Rodadas | Rodadas | Rodadas | Rodadas | Rodadas | Rodadas | Rodadas |
| ------- | ------- | ------- | ------- | ------- | ------- | ------- | ------- | ------- | ------- | ------- | ------- | ------- | ------- | ------- | ------- | ------- | ------- | ------- | ------- | ------- | ------- | ------- | ------- | ------- | ------- | ------- | ------- | ------- | ------- | ------- | ------- | ------- | ------- | ------- | ------- | ------- | ------- | ------- | ------- | ------- | ------- | ------- | ------- | ------- | ------- |
| 1       | 2       | 3       | 4       | 5       | 6       | 7       | 8       | 9       | 10      | 11      | 12      | 13      | 14      | 15      | 16      | 17      | 18      | 19      | 20      | 21      | 22      | 23      | 24      | 25      | 26      | 27      | 28      | 29      | 30      | 31      | 32      | 33      | 34      | 35      | 36      | 37      | 38      | 39      | 40      | 41      | 42      | 43      | 44      | 45      | 46      |
| REA     | BRT     | BRT     | BRE     | BOL     | BOL     | BOL     | BOL     | BOL     | BOL     | BOL     | BOL     | BOL     | BOL     | BOL     | SUN     | SUN     | SUN     | BOL     | BRT     | BRT     | BIR     | BIR     | BIR     | BIR     | SUN     | SUN     | BRT     | BRT     | BRT     | BRT     | BRT     | SUN     | SUN     | SUN     | SUN     | SUN     | SUN     | BRT     | BRT     | BRT     | BRT     | SUN     | SUN     | SUN     | SUN     |

## Estatísticas
| Pos. | Jogador            | Equipe                   | Gols |
| ---- | ------------------ | ------------------------ | ---- |
| 1    | Matěj Vydra        | Derby County             | 21   |
| 2    | Lewis Grabban      | Sunderland / Aston Villa | 20   |
| 3    | Leon Clarke        | Sheffield United         | 19   |
| 3    | Bobby Reid         | Bristol City             | 19   |
| 5    | Diogo Jota         | Wolverhampton            | 17   |
| 6    | Martyn Waghorn     | Ipswich Town             | 16   |
| 7    | Britt Assombalonga | Middlesbrough            | 15   |
| 7    | Ryan Sessegnon     | Fulham                   | 15   |
| 9    | Albert Adomah      | Aston Villa              | 14   |
| 9    | Jarrod Bowen       | Hull City                | 14   |
| 9    | James Maddison     | Norwich City             | 14   |

| Pos. | Jogador          | Equipe              | Assists. |
| ---- | ---------------- | ------------------- | -------- |
| 1    | Barry Douglas    | Wolverhampton       | 14       |
| 1    | Robert Snodgrass | Aston Villa         | 14       |
| 3    | Ivan Cavaleiro   | Wolverhampton       | 12       |
| 3    | Luke Freeman     | Queens Park Rangers | 12       |
| 5    | Junior Hoilett   | Cardiff City        | 11       |
| 5    | Adam Reach       | Sheffield Wednesday | 11       |
| 5    | Martyn Waghorn   | Ipswich Town        | 11       |
| 8    | Adama Traoré     | Middlesbrough       | 10       |
| 9    | Mark Duffy       | Sheffield United    | 9        |
| 9    | Matt Smith       | Queens Park Rangers | 9        |
| 9    | Jed Wallace      | Millwall            | 9        |

### Hat-tricks
Atualizado em 6 de maio de 2018
| Jogador         | Para                | Contra              | Resultado | Data                   | Ref.   |
| --------------- | ------------------- | ------------------- | --------- | ---------------------- | ------ |
| Abel Hernández  | Hull City           | Burton Albion       | 4–1       | 12 de agosto de 2017   | [ 37 ] |
| Conor Hourihane | Aston Villa         | Norwich City        | 4–2       | 19 de agosto de 2017   | [ 38 ] |
| Kieran Dowell   | Nottingham Forest   | Hull City           | 3–2       | 28 de outubro de 2017  | [ 39 ] |
| Leon Clarke4    | Sheffield United    | Hull City           | 4–1       | 4 de novembro de 2017  | [ 40 ] |
| Leon Clarke     | Sheffield United    | Fulham              | 4–5       | 21 de novembro de 2017 | [ 41 ] |
| Ryan Sessegnon  | Fulham              | Sheffield United    | 5–4       | 21 de novembro de 2017 | [ 41 ] |
| Matěj Vydra     | Derby County        | Middlesbrough       | 3–0       | 25 de novembro de 2017 | [ 42 ] |
| Kemar Roofe     | Leeds United        | Queens Park Rangers | 3–1       | 9 de dezembro de 2017  | [ 43 ] |
| Patrick Bamford | Middlesbrough       | Leeds United        | 3–0       | 2 de março de 2018     | [ 44 ] |
| Bobby Reid      | Bristol City        | Sheffield Wednesday | 4–0       | 3 de março de 2018     | [ 45 ] |
| James Maddison  | Norwich City        | Hull City           | 3–4       | 10 de março de 2018    | [ 46 ] |
| Atdhe Nuhiu     | Sheffield Wednesday | Norwich City        | 5–1       | 6 de maio de 2018      | [ 47 ] |

4 Jogador marcou quatro gols.